# Abraham Lincoln (1930)
Abraham Lincoln, também lançado com o título original D. W. Griffith's "Abraham Lincoln", é um filme biográfico em longa-metragem norte-americano de 1930, dirigido por D. W. Griffith. O filme é um documentário que conta a história da vida de Abraham Lincoln, 16º presidente dos Estados Unidos. É estrelado por Walter Huston como Lincoln e Una Merkel, em seu segundo papel falado, como Ann Rutledge. Seu primeiro papel falado foi em um curta-metragem, Love's Old Sweet Song (1923) filmado no processo som-em-filme Phonofilm.
O roteiro foi co-escrito por Stephen Vincent Benét, autor do poema em prosa John Brown's Body. Este foi o primeiro dos dois únicos filmes sonoros feitos por Griffith. O filme não foi um sucesso na época, mas nos últimos anos tem vindo a ser considerado como um dos filmes definitivos sobre Lincoln.
O primeiro ato do filme aborda a vida de Lincoln no início como um lojista e rail-splitter em New Salem e seu romance cedo com Ann Rutledge, e seus primeiros anos como um advogado e seu namoro e casamento com Mary Todd em Springfield. A maior parte do filme lida com a presidência de Lincoln durante a Guerra Civil e culmina com a rendição de Lee e do assassinato de Lincoln no Teatro Ford.
O filme aborda alguns aspectos pouco conhecidos do início da vida de Lincoln, como seu romance com Ann Rutledge, sua depressão e tendências suicidas temidos após sua morte, e sua quebra inexplicável fora de seu noivado com Mary Todd (embora o filme supõe que isso se deveu de sentimentos não resolvidos mais de Ann Rutledge e adiciona uma cena dramática em que Lincoln está com Mary até no dia do casamento marcado, o que nunca aconteceu).
Enquanto as primeiras cenas da vida de Lincoln são muito precisos, muito das cenas posteriores contêm imprecisões históricas. Os famosos debates Lincoln–Douglas, além do tema historicamente exato da extensão da escravidão, foram transformados em uma discussão sobre a secessão. Lincoln foi famosamente um azarão para a nomeação presidencial republicana em 1860; no filme, sugere-se que ele é o único candidato como resultado dos debates Lincoln-Douglas. A eclosão da guerra parece ser a demissão do Norte em Charleston de Fort Sumter, ao invés do contrário. Além disso, no início de hostilidades, o general Winfield Scott é descrito como sendo excesso de confiança de uma vitória rápida (e uma espécie de palhaço), quando na realidade ele era uma das vozes da minoria alegando que a guerra seria longa e onerosa, e sangrenta. Ele também teria sido mais alto do que Lincoln em 6'5". Finalmente, no clímax do filme, Lincoln oferece uma fusão de famosas palavras do discurso de Gettysburg e segundo discurso de posse no Teatro Ford em 14 de abril de 1865 - apenas momentos antes de ser assassinado. Este foi o segundo retrato de Griffith do assassinato de Lincoln, a primeira foi em O Nascimento de uma Nação.
Anos mais tarde, Abraham Lincoln foi incluído como uma das escolhas do livro The Fifty Worst Films of All Time (Os Cinquenta Piores Filmes de Todos os Tempos).

## Elenco
- Walter Huston como Abraham Lincoln
- W.L. Thorne como Tom Lincoln
- Lucille La Verne como breve esposa
- Helen Freeman como Nancy Hanks Lincoln
- Otto Hoffman como Offut
- Edgar Dearing como Jack Armstrong
- Una Merkel como Ann Rutledge
- Russell Simpson como Tio Jimmy
- Charles Crockett como Xerife
- Kay Hammond como Mary Todd Lincoln
- Helen Ware como Sra Edwards
- E. Alyn Warren como Stephen A. Douglas / General Ulysses S. Grant
- Jason Robards Sr. como Billy Herndon
- Gordon Thorpe como Tad Lincoln
- Ian Keith como John Wilkes Booth
- Cameron Prudhomme como John Hay
- James Bradbury Sr. como General Winfield Scott
- Jimmie Eagle como Private Corten
- Oscar Apfel como Secretário de Guerra Edwin Stanton
- Frank Campeau como General Philip Sheridan
- Hobart Bosworth como General Robert E. Lee
- Henry B. Walthall como Coronel Marshall